# Historia Norwegiæ
L'Historia Norwegiae est une courte histoire de la Norvège écrite par un moine durant la seconde partie du XIIe siècle. Le seul exemplaire, qui est en la possession du comte de Dalhousie, au château de Brechin, en Écosse, est fragmentaire. Cette copie manuscrite date probablement d'une période située entre 1500 et 1510.

## Contenu
- Un bref survol géographique de la Norvège et de ses colonies, suivi d'une courte histoire de la Norvège.
- Une généalogie des comtes des Orcades.
- Une généalogie des rois de Norvège.

## Valeur du texte
Ce texte est important, entre autres, parce qu'il constitue une version indépendante de l'Ynglingatal, en plus de celle qui se trouve dans la Saga des Ynglingar, partie de l'Heimskringla de Snorri Sturluson. Il contient également quelques descriptions ethnographiques uniques, notamment celle d'une cérémonie chamanique same.
L'Historia Norwegiae est l'une des histoires synoptiques de la Norvège de cette époque, au côté de l'Ágrip af Nóregskonungasögum et du travail de Theodoricus Monachus. On pense que c'est le premier à avoir été écrit, probablement entre 1160 et 1175. Certains chercheurs estiment toutefois qu'il pourrait dater de 1220. Il a probablement été écrit dans l'est de la Norvège.